# Аркебуза
Аркебуза је једно од првих, најранијих, врста стрељачког (ручног) ватреног оружја, које чини прелаз од самострела и ручног топа ка пушци, а јавља се крајем 14. века у Немачкој. Тежила је 5-7 кг, па се пуцало са подупирача, а домет је био 200-250 корака. Претежно се користила у раздобљу између 15. и 17. века.  Војник који је користио аркеубузу називао се аркебузир. Крајем 16. века у Европи, на Средоземљу и Блиском истоку аркебузу је заменила мускета, док је на Далеком истоку (у Јапану, Кореји, Индокини и Индонезији) аркебуза - фитиљача остала у употреби све до средине 19. века.

## Аркебуза и мускета
Појам мускета први пут се јавља од 1520. године, за веће и теже пушке којима се пуцало са ослонца. Пре 1520. нису постојале мускете, већ само аркебузе. За разлику од мускете, аркебуза је имала мањи калибар (12.5-20 према 22-25 мм) и нешто краћу цев, па јој је и дејство било слабије, нарочито против оклопа.

## Историја

### Еволуција
Аркебуза се појавила крајем 14. или почетком 15. века у Немачкој. Тешко је повући границу између ручног топа и аркебузе у историјским изворима, пошто се до средине 15. века (1400-1450) у Немачкој сво ручно ватрено оружје називало једним именом ручне пушке (handbüchsen). Почетком 15. века ове ручне пушке биле су веома популарне у Немачкој. Тако је већ 1411. Јован Неустрашиви, војвода Бургундије (у то време део Светог Римског Царства) имао у својој служби 4.000 стрелаца са ручним топовима, а мало каснији извори помињу и ручне кулеврине. Сачувани списак оружја из Нирнберга 1430. године показује 501 ручну пушку и само 607 самострела. У то време градско веће Нирнберга основало је Удружење стрелаца са пушкама, али не знамо да ли се радило о ручним топовима или аркебузама. Франкфурт је увозио ручне пушке из Нирнберга како би наоружао своје регруте у Хуситским ратовима (1420-1434). До 1444. милиција Нирнберга имала је двоструко више ручних пушака него самострела, а 1444. и 1462. уведена је стандардизација ручних пушака у Нирнбергу на само 5 калибара (за зрна од  75, 35, 25, 21.25 и 12.5 g). Први механички механизам (табан) за опаљивање фитиљем, такозвани серпентин, јавља се на ручним топовима од 1411, а аркебузе са табаном на фитиљ појављују се под тим именом у Немачкој око 1450. године, иако је највероватније да су аркебузе без табана постојале од раније. Разлика између аркебуза и ручних топова била је очигледна: 
- сачувани ручни топови произведени 1399-1430. имали су кратку цев (дужине 11,4-16 калибара) и кундак у облику мотке, на који је цев била насађена задњим крајем.[а] Већина је опаљивана директно кроз фаљу на горњој страни цеви, мада су неки каснији примерци имали чанак за припалу на десној страни цеви, па чак и серпентин (од 1411). Због сувише кратке цеви домет је био кратак, а прецизност слаба.[5]
- ране аркебузе имале су дугу (око 100 цм) и уску цев (калибра 15 мм) усађену у масивни дрвени кундак који подупире цев са доње стране и пружа се иза ње, тако да се могао ослонити на раме. Фаља се налазила на десној страни цеви, а окруживао ју је чанак за припалу са поклопцем. Најраније аркебузе (пре 1450) највероватније нису имале табан, а од 1450. добиле су серпентин са фитиљем у облику латиничног слова С или З на десној страни кудака, тако да се опаљивање могло вршити повлачењем обарача који је урањао запаљени фитиљ у чанак са припалом. Због дуже и тање цеви потрошња барута била је мања, а искоришћавање барутних гасова веће него код ручног топа. Домет се повећао на 100 корака, а прецизност је била довољна за лов на птице. Аркебузе са табаном на фитиљ ушле су у масовну употребу у Европи у периоду 1450-1480.[5]

### Карактеристике
Најранија аркебуза (1400-1450) била је дужине до 2 метра, а имала је само цев (калибра 12.5-20 mm) и дрвени кундак. Пунила се спреда. У почетку су је послуживала два, а касније само један човек.
Цев првих аркебуза била је од бронзе, а затим од гвожђа; у 16. веку било је аркебуза и са изолученом цеви. Зрна су у почетку била камена, касније оловна, гвоздена или гвоздена обложена оловом или овнујском кожом (за аркебузе са изолученом цеви). Кундак је био прав или нешто повјен, израђен од ораховине, јасеновине или јаворовине.
Теже су се употребљавале са тврђавских бедема па су, ради ублажавања трзања, закачињане за бедем куком испод предњег дела цеви: отуда називи бедемске аркебузе, хахебузе (harquebus) или хакебуте (hackbut). Лакше аркебузе, зване и ручне, служиле су за борбу на отвореном пољу, а при паљби су наслањане на раме, прса или подупирач.
Иако примарно оружје пешадије, лакше аркебузе су крајем 15. и почетком 16. века постале основно оружје тешке коњице - аркебузира. 

### Механизам за опаљивање
Стрелац (аркебузир) је носио собом кожну кесу са зрнима, барутницу са барутом за потпрашивање и (преко левог рамена, на једном низу) дрвене цевчице са одмереним барутним пуњењем за сваки метак посебно (обично 11 цевчица). Опаљивало се кроз фаљу на задњаку цеви (која се у прво време налазила на његовом горњем делу, касније с десне стране, када је додат и чанчић са поклопцем). У почетку се барут у фаљи палио ужареним угљеном, усијаним гвожђем или фитиљем који је стрелац или његов помоћник приносио руком, а када је уведен нарочити механизам за опаљивање, тзв табан, запаљеним фитиљем и најзад (после усавршавања табана) варницом од кремена. Први табан на фитиљ (тзв. серпентин) помиње се 1411, а масовно је уведен у употребу око 1450, док се табан на коло појавио 1505, а ушао у масовну употребу 1517-1525.